# 韋伯韜
韋伯韜（1949年2月12日—），原名韋端，臺灣統計學家、企業家。現任中信金融管理學院統計學教授，曾任行政院主計長、台灣菸酒公司董事長、宏泰人壽董事長、苗栗縣政府財政處長，目前兼任孫文學校財經學院院長。

## 生平
韋端出生於廣西省平南縣，籍貫鶴山縣。畢業於國立清華大學數學系，後赴南卡羅萊納大學，取得數學系碩士及統計學博士學位，並曾在哈佛大學從事博士後研究。
1996年至2000年間，擔任行政院主計長。
2003年，韋伯韜成立一偉公司。他當時為苗栗縣政府財政處處長，因為擔任實際經營負責人，且擁有股本超過法定10%上限，違反《公務員服務法》。
2010年11月8日，監察院在審查公務員財產申報時發現此事，提起彈劾通過。韋伯韜主動請辭台灣菸酒公司董事長，轉任宏泰集團策略長兼宏泰人壽董事長。

## 個人生活
韋伯韜有三段婚姻。
第二任妻子為鄭淑敏，兩人育有兩名女兒，2006年離婚。
2008年2月，與他的聲樂家教廖敏雯結婚。兩人相差30歲，育有一子。

## 外部連結
- 韋伯韜教授